# Elena Yerovi Matheu
Elena Yerovi Matheu (Guayaquil, 14 de septiembre de 1891 - Guayaquil, 23 de noviembre de 1968) fue una aristócrata ecuatoriana que, como esposa del presidente Carlos Arroyo del Río, es reconocida como Primera dama de la nación, cargo que ejerció entre el 1 de septiembre de 1940 y el 28 de mayo de 1944.

## Biografía
Elena nació en la ciudad de Guayaquil el 14 de septiembre de 1891, siendo la última entre siete hijos del matrimonio conformado por los aristócratas Agustín Leónidas Yerovi Orejuela e Isabel Victoria Matheu Pacheco, teniendo ambos lados de su familia con vinculaciones a la política, la diplomacia y el poder económico del puerto principal.

### Matrimonio y descendencia
El 31 de mayo de 1922 contrajo nupcias en la Catedral de Guayaquil con el entonces alcalde de la ciudad, Carlos Alberto Arroyo del Río, de quien tuvo dos hijos:
- Elena Arroyo Yerovi (n.1923)
- Carlos Agustín Arroyo Yerovi (n.1925)

## Primera dama
Como primera dama de la nación, Elena fue anfitriona del Palacio de Carondelet, y acompañante de su esposo en diversos actos protocolares a nivel nacional que ejerció entre el 1 de septiembre de 1940 y el 28 de mayo de 1944, Elena se trasladó junto a él hasta la ciudad de Quito y se instalaron en un palacete de estilo neocláico ubicado en la esquina de las calles Imbabura y Panamá del Centro Histórico, que habían adquirido al cónsul alemán Herman Möeller en los años 1930.
Hasta mediados del siglo XX la cónyuge del mandatario ecuatoriano era conocida simplemente como Esposa del Presidente, y su título no significaba más que un puesto ceremonioso como acompañante en los actos protocolares más importantes, además de presidir algunos actos de beneficencia. Sin embargo, fue Elena quien en 1940 se involucró de manera directa en temas de interés social con una pequeña asignación del erario nacional, creando el antecedente para que su sucesora (Corina del Parral) fuese llamada por primera vez Primera dama de Ecuador.
Su inclinación por la ayuda social inició en el año 1925, cuando su esposo se convirtió en presidente de la Junta de Beneficencia de Guayaquil con ayuda de los Yerovi-Matheu, pero tal labor se debía más bien al tradicional rol que desempañaban las damas de la alta sociedad de la época y no a una verdadera convicción.

## Últimos años

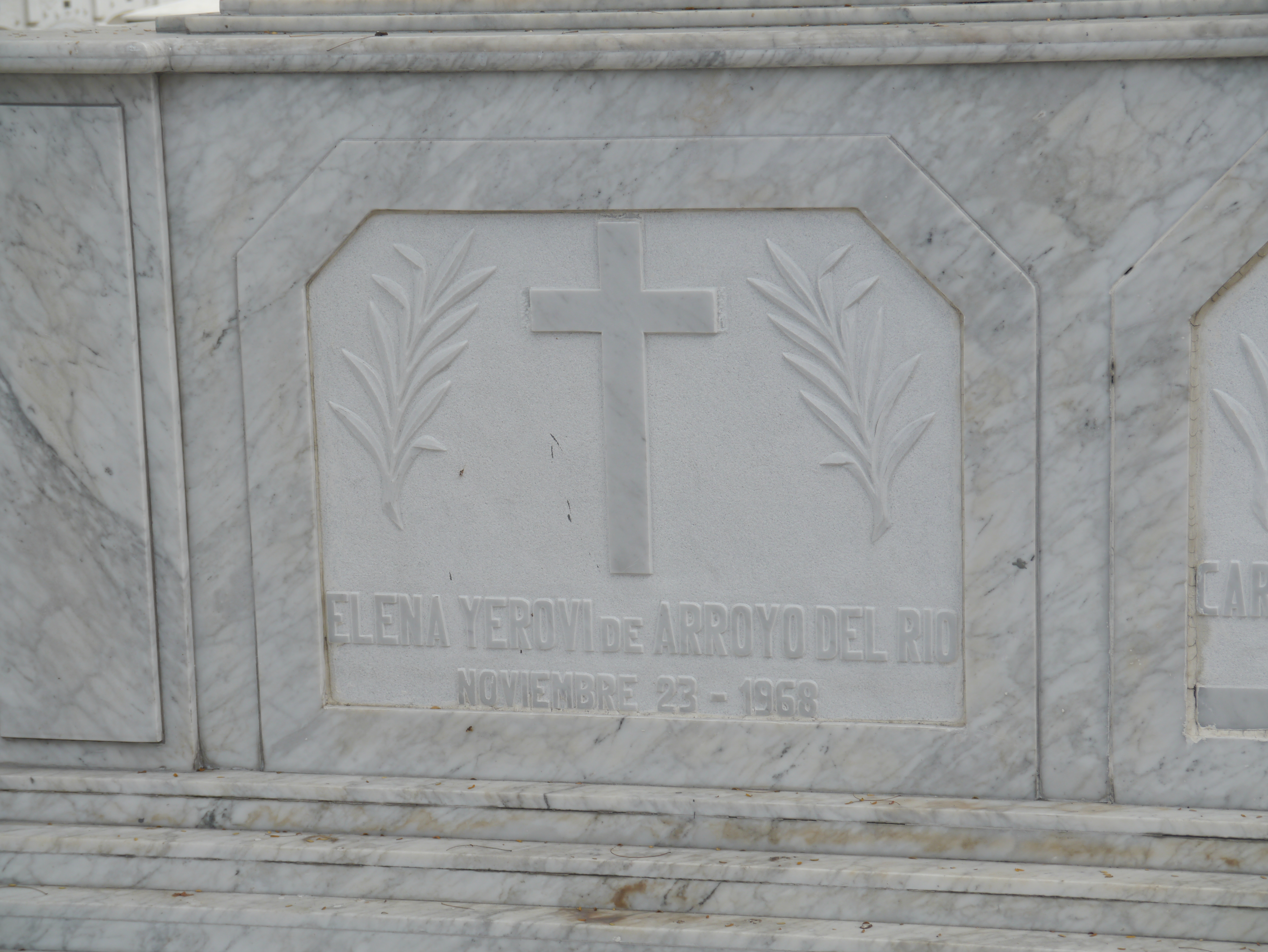
Tumba de Elena Yerovi, en el Cementerio de Guayaquil.

Durante la revolución del 28 de mayo de 1944, conocida como La Gloriosa y que depuso a Arroyo del Río de la presidencia, la familia se asiló en la Embajada de Colombia por un periodo de cuarenta días, tras lo que salieron al exilio en Bogotá, donde adquirieron una villa en el barrio de Chapineros hasta su regreso a Guayaquil en 1949.
Elena Yerovi Matheu falleció en la ciudad de Guayaquil el 23 de noviembre de 1968, a la edad de 77 años, y fue sepultada en un mausoleo familiar del Cementerio General. Su esposo le sobreviviría apenas un año más, pues murió el 31 de octubre de 1969.